# Massimo Apollonio
Massimo Apollonio (n. Casorate Primo, 21 de marzo de 1970) es un ciclista profesional italiano que fue profesional de 1996 a 2003.

## Palmarés
1995
- 1 etapa del Giro del Valle de Aosta

1997
- Coppa Agostoni

2000
- Criterium de los Abruzzos

2001
- 1 etapa de la Vuelta a Burgos

## Resultados en Grandes Vueltas y Campeonatos del Mundo
Durante su carrera deportiva ha conseguido los siguientes puestos en las Grandes Vueltas y en los Campeonatos del Mundo en carretera:
| Carrera         | 1996 | 1997  | 1998 | 1999 | 2000  | 2001 | 2002  | 2003 |
| --------------- | ---- | ----- | ---- | ---- | ----- | ---- | ----- | ---- |
| Giro de Italia  | -    | 83.º  | Ab.  | 98.º | -     | -    | 114.º | Ab.  |
| Tour de Francia | -    | -     | -    | -    | 102.º | -    | 139.º | -    |
| Vuelta a España | 25.º | 106.º | -    | -    | -     | -    | -     | Ab.  |
| Mundial en Ruta | -    | -     | -    | -    | -     | -    | -     | -    |

-: no participa

Ab.: abandono